# Antonio Rotondo
Antonio Rotondo (Siracusa, 10 gennaio 1953) è un politico italiano.

## Biografia
Medico di professione, Rotondo è stato eletto per la prima volta in Parlamento nella XIV Legislatura, quando ha ottenuto un seggio al Senato della Repubblica in virtù della candidatura nella lista dei Democratici di Sinistra nella circoscrizione Sicilia. Al Senato è stato vicepresidente della Commissione speciale sull'Infanzia, membro della Commissione Territorio e componente delle Commissioni d'inchiesta sul Servizio sanitario nazionale, sul Ciclo dei rifiuti e sulle attività illecite ad esso connesse e sull'Uranio impoverito.
Alle elezioni politiche del 2006 è stato candidato alla Camera dei deputati nella lista de l'Ulivo per la circoscrizione Sicilia 2. Alla Camera è componente delle Commissioni Trasporti, Agricoltura e Antimafia.
Dopo il IV Congresso dei Democratici di Sinistra che sancisce la nascita del PD, lui aderisce al movimento Sinistra Democratica e si iscrive al gruppo parlamentare medesimo. Termina il proprio mandato parlamentare nel 2008.
Nell'aprile del 2009 aderisce al Partito Democratico.